# Crypteria israelica
Crypteria israelica är en tvåvingeart som beskrevs av Jaroslav Stary och Amnon Freidberg 2007. Crypteria israelica ingår i släktet Crypteria och familjen småharkrankar.
Artens utbredningsområde är Israel. Inga underarter finns listade i Catalogue of Life.